# Zoagli
Zoagli (ligurisch Zoaggi) ist eine italienische Gemeinde mit 2384 Einwohnern (Stand 31. Dezember 2023) in der Metropolitanstadt Genua, Ligurien.

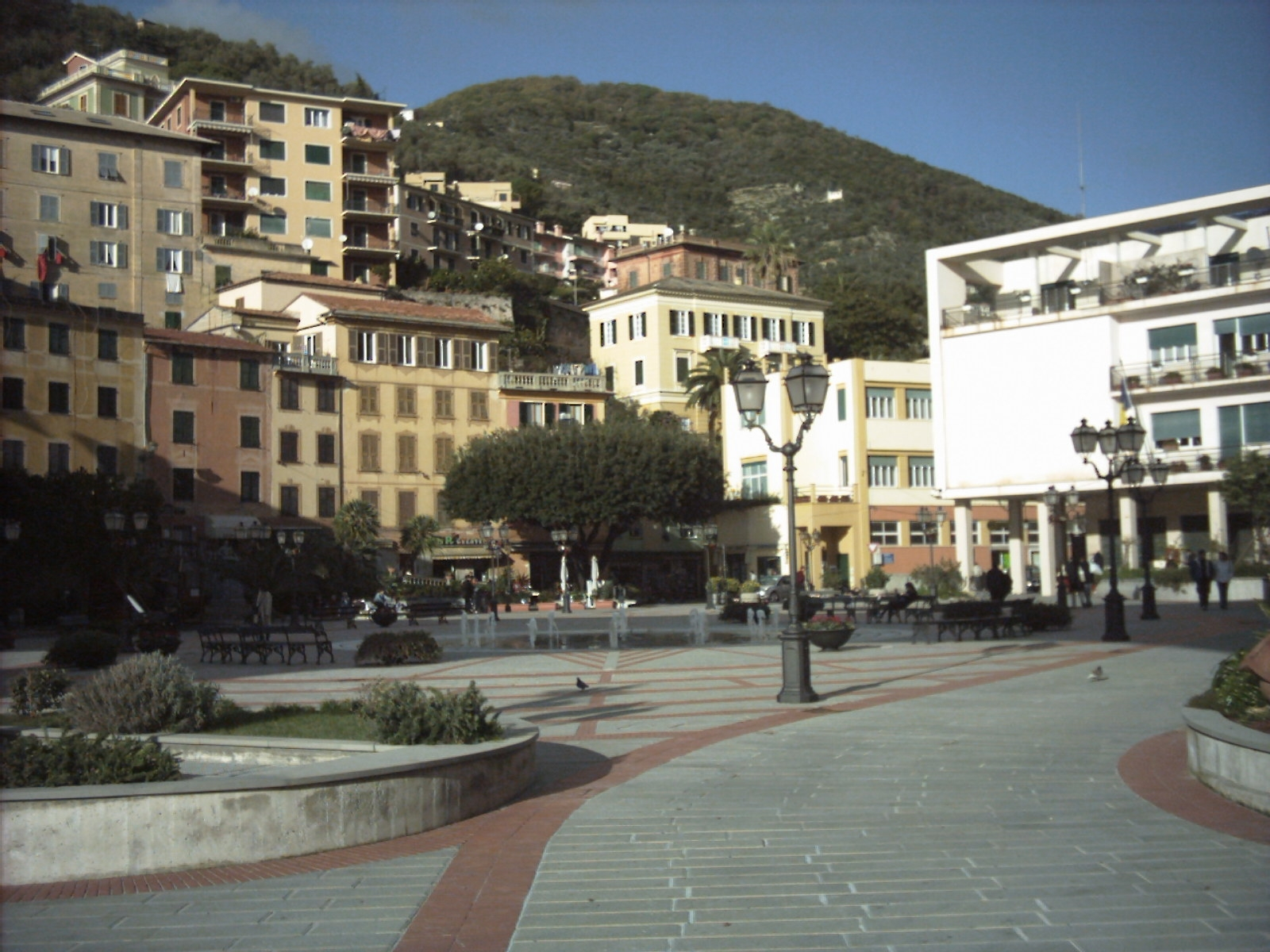
Das Zentrum von Zoagli

## Geographie
Die Ortschaft liegt zwischen den Küstenstädten Rapallo und Chiavari am Golf von Tigullien und liegt folglich in dem geographischen Landstrich Tigullien der Riviera di Levante.
Das Zentrum Semorile befindet sich zu Fuße eines natürlichen Amphitheaters, an dessen Hängen sich eine Vielzahl kleiner Wege zu den weiteren Ortsteilen San Pietro di Rovereto, Sant'Ambrogio und San Pantaleo hochziehen. Weitere Ortschaften auf dem Verwaltungsterritorium von Zoagli sind Arenella, Boschetto, Scoglio, Canevelli, Forno, Parazzuolo, Piano, Castello, Monteprato, Solari, Castellaro, Sant'Orsola, Scogliera, Piscia, Belvedere, Sem Benelli, Cerisola, Oliveto, Sexi, Monte Anchetta, Mexi, San Bernardo, Vallette, Pozzetto und Marina di Bardi.
Nach der italienischen Klassifizierung bezüglich seismischer Aktivität wurde Zoagli der Zone 4 zugeordnet. Das bedeutet, dass sich die Gemeinde in einer seismisch inerten Zone befindet.

## Klima
Die Gemeinde Zoagli wird unter Klimakategorie D klassifiziert, da die Gradtagzahl einen Wert von 1444 besitzt. Das heißt, die in Italien gesetzlich geregelte Heizperiode liegt zwischen dem 1. November und dem 15. April für jeweils 12 Stunden pro Tag.